# Peer Meter

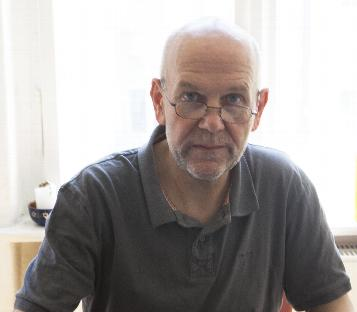
Peer Meter im Juni 2012

Peer Meter (* 1956 in Bremen) ist ein deutscher Schriftsteller.

## Biografie
Meter wuchs in Bremen auf, wo er eine Ausbildung zum Verlagskaufmann absolvierte. Er gründete in den 1970er Jahren eine Verlagsdruckerei, gab Stadtteilzeitungen heraus und war auch in der Buchherstellung tätig.
Von 1986 bis 1992 arbeitete er im freien Kulturbetrieb Bremens. Unter anderem war er von 1987 bis 1989 Mitherausgeber und Redakteur der Literaturzeitschrift Stint, sowie Dramaturg, Regieassistent, Schauspieler und Autor in freien Theatergruppen. Erste Veröffentlichungen von Kurzprosa in diversen Literaturzeitschriften.

### Wirken
Seit den frühen siebziger Jahren beschäftigt Meter sich immer wieder auch mit Comics. Er war 1976 Mitbegründer des Comic-Magazins Com-Mix. Von 1988 bis 1991 erschienen in Zusammenarbeit mit dem Zeichner und Illustrator Christian Gorny erste eigene Comicarbeiten. 1992 erfolgte dafür erstmals eine Nominierung für einen Max-und-Moritz-Preis auf dem Comic-Salon Erlangen.
Seit 2006 entwickelt Meter als Szenarist mit deutschen Zeichnerinnen und Zeichnern, unter anderem Barbara Yelin, Isabel Kreitz, Gerda Raidt und David von Bassewitz Graphic Novels, die auch international Beachtung fanden und in mehrere europäische Sprachen übersetzt wurden. Sie brachten ihm 2010 und 2012 eine Nominierung für einen Max-und-Moritz-Preis auf dem Comic-Salon Erlangen ein.
Mit Isabel Kreitz thematisierte Meter den Hannoveraner Serienmörder Fritz Haarmann in einer Graphic Novel, die mehrere Auszeichnungen erhielt. Gemeinsam mit Vasmers Bruder über Karl Denke und Gift über Gesche Gottfried entwickelte er hier eine Trilogie über historische deutsche Serienmörder mit unterschiedlichen Zeichnern und Zeichenstilen.
Mit der Bremer Giftmörderin Gottfried beschäftigt sich Meter seit mehr als zwanzig Jahren in immer wieder neuen literarischen und historischen Ansätzen. Grundlage hierfür sind ihm die 1988 überraschend aufgetauchten Gerichtsakten zu diesem spektakulären Kriminalfall, die lange als verschollen galten. 1989 erschien die gedruckte Fassung seines Theaterstücks Die Verhöre der Gesche Gottfried. 1996 wurde das Stück in Flensburg uraufgeführt und 2013 als Hörbuch produziert. Auch die Graphic Novel Gift befasst sich mit diesem Thema. 2019 erschien der  Independentfilm Effigie – Das Gift und die Stadt, zu dem Peer Meter das Drehbuch schrieb. 1995 und 2010 erschienen außerdem zwei von Meter geschriebene Sachbücher über Gesche Gottfried.

## Werke (Auswahl)
- Die Verhöre der Gesche Gottfried. Stint, Bremen 1989 und Gosia/Langenbruch, Lilienthal 1996, ISBN 3-9804586-4-4.
- Haarmann. Graphic Novel, (mit Christian Gorny). Carlsen, Hamburg 1990, ISBN 3-551-02426-X.
- Gesche Gottfried. Ein langes Warten auf den Tod. Gosia/Langenbruch, Lilienthal 1995, ISBN 3-9804586-2-8.
- Gift. Graphic Novel, (mit Barbara Yelin). Reprodukt, Berlin 2010, ISBN 978-3-941099-41-8.
- Gesche Gottfried. Eine Bremer Tragödie. Edition Temmen, Bremen 2010, ISBN 978-3-8378-1012-7.
- Haarmann. Graphic Novel (mit Isabel Kreitz). Carlsen, Hamburg 2010, ISBN 978-3-551-79107-8.
- Die Verhöre der Gesche Gottfried. Hörbuch. A.S. Theater & Film Ltd., Berlin 2013, ISBN 978-3-00-040300-2.
- Böse Geister. Graphic Novel (mit Gerda Raidt). Reprodukt, Berlin 2013, ISBN 978-3-943143-42-3.
- Vasmers Bruder. Graphic Novel (mit David von Bassewitz). Carlsen, Hamburg 2014, ISBN 978-3-551-72969-9.
- Effigie – Das Gift und die Stadt Spielfilm. Drehbuchautor.
- Beethoven. Unsterbliches Genie (mit Rem Broo). Carlsen, Hamburg 2020, ISBN 978-3-551-73120-3.

## Auszeichnungen
- 2011: Sondermann-Preis der Frankfurter Buchmesse zusammen mit Isabel Kreitz
- 2011: Peng! – Der Münchner Comicpreis zusammen mit Isabel Kreitz